# Thomas Stone National Historic Site
Le Thomas Stone National Historic Site est une aire protégée américaine dans le comté de Charles, dans le Maryland. Classé National Historic Landmark le 11 novembre 1971, inscrit au Registre national des lieux historiques le 31 octobre 1972, cet ancien domicile de Thomas Stone, l'un des signataires de la déclaration d'indépendance des États-Unis, est désigné site historique national le 10 novembre 1978.